# Jorge Bartero
Jorge Osvaldo Bartero (Buenos Aires, Argentina; 28 de diciembre de 1957) es un exfutbolista argentino. Jugaba como arquero y su primer equipo fue Vélez Sarsfield. Su último club antes de retirarse fue Chacarita Juniors.
Actualmente es el entrenador de arqueras del plantel de fútbol femenino de Vélez Sarsfield.

## Trayectoria
Bartero hizo la mayor parte de su trayectoria en Vélez Sársfield, club en el que debutó en 1975 a los 17 años. También jugó en Primera División para Unión de Santa Fe y Racing. Hacia el final de su trayectoria jugó en el Nacional B para Deportivo Italiano y Chacarita Juniors.

## Selección nacional
Integró el combinado argentino que ganó la medalla de oro en los Juegos Suramericanos de 1986, fue subcampeón del Torneo Preolímpico Sudamericano de 1988 y que obtuvo la medalla de bronce en el torneo de fútbol de los Juegos Panamericanos de 1987.
Con la selección absoluta fue convocado para jugar la Copa América 1987,  siendo el tercer arquero detrás de Luis Islas y Sergio Goycochea.

## Clubes
| Club                      | País         | Año       |
| ------------------------- | ------------ | --------- |
| Vélez Sarsfield           | Argentina    | 1975-1985 |
| Boca Juniors de Bariloche | 🇦🇷 Argentina | 1984      |
| Almirante Brown           | Argentina    | 1985      |
| Vélez Sarsfield           | Argentina    | 1986-1989 |
| Unión de Santa Fe         | Argentina    | 1990-1991 |
| Racing Club               | Argentina    | 1991-1993 |
| Deportivo Italiano        | Argentina    | 1993-1994 |
| Chacarita Juniors         | Argentina    | 1994-1995 |